# System dziedzinowy
System dziedzinowy – samodzielny i niezależny system informatyczny, stworzony do świadczenia usług tylko dla silnie określonego obszaru danego przedsiębiorstwa. Nie stanowi on części innego systemu dziedzinowego, ale może być producentem lub konsumentem informacji dla innych systemów dziedzinowych.

## Okoliczności powstania
Przed powstaniem koncepcji zintegrowanych systemów informatycznych w latach 90. XX wieku, systemy informatyczne powstawały jako niezależne byty, tworzone do automatyzacji poszczególnych operacji. Przykładem takiego postępowania było tworzenie w każdym dziale przedsiębiorstwa swoich własnych niezależnych systemów do zaspokojenia kluczowych operacji biznesowych.

## Zalety systemów dziedzinowych
Kluczowym kryterium przemawiającym na rzecz stosowania systemów dziedzinowych jest:
- minimalny koszt pozyskania – system już istnieje w przedsiębiorstwie;
- duża niezależność od pozostałych systemów przedsiębiorstwa, może pełnić funkcję systemu krytycznego;
- zakres zmian w przypadku rozwoju jest nieznaczny, ponieważ rozkłada się on na wszystkie systemy uczestniczące w zmianach;
- dobrze się sprawdzają w koncepcji SOA.

## Wady rozwiązania
Koncepcja zintegrowanych systemów informatycznych przedstawia kilka poważnych zarzutów:
- mnogość małych systemów utrudnia zarządzanie procesem ich rozwoju i utrzymania;
- mogą powodować powielanie tych samych danych, a przez to ich desynchronizację;
- mają różny format danych, przez co trudno o ich łatwą integrację.